# Gare d'Oklungen
La gare d'Oklungen est une ancienne gare ferroviaire norvégienne, située dans la commune de Porsgrunn.

## Situation ferroviaire
La gare est située dans la commune de Porsgrunn, dans le comté du Telemark, et se trouve à 182,10 km d'Oslo. 

## Histoire
La gare a été mise en service le 24 novembre 1882 mais s'appelait à l'époque et jusqu'en avril 1921 Aaklungen, en même temps que la ligne du Vestfold. Elle avait alors le statut de gare et avait son propre bâtiment, œuvre de Balthazar Lange, bâtiment détruit en 1985.
De nouvelles voies ont été construites entre Porsgrunn et Larvik. La mise en service de ces voies s'est faite le 24 septembre 2018. Ne passant pas par Oklungen, la gare est depuis fermée,.

## Service des voyageurs

### Accueil
La gare possède un parking de 8 places et une aubette.

### Desserte
La gare était desservie par la ligne régionale R11 qui reliait Skien à Oslo et Eidsvoll à raison de quatre trains par jour.

### Intermodalité
Il y a un arrêt de bus à 400 m de la gare.